# Johann II. (Ortenburg)
Johann II. († 25. Juli 1499) war der zweite Sohn des Grafen Sebastian I. von Ortenburg und Maria von Neuburg. Er stammt aus dem Adelshaus Ortenburg.

## Leben und Wirken
Über Johanns Leben ist nur sehr wenig bekannt. Sein erstes Auftreten ist 1491 zusammen mit seinen Brüdern. Dabei ist er nur seinem Bruder Ulrich II. nachgereiht. Seinen anderen Brüdern, Georg III., Siegmund, Sebastian, Christoph I., Sebastian II., Wilhelm und Eustach ist er jedoch vorangereiht. Somit wäre er der Zweite in der Nachfolge des amtierenden Grafen gewesen.
Dennoch versuchte Johann II. mehr zu erreichen. So bot ihm der römisch-deutsche König und spätere Kaiser Maximilian I. die Grafschaft Ortenburg in Kärnten an, auf welche die Ortenburger seit dem Aussterben der Grafen von Cilli im Jahre 1456 Erbansprüche hegten. Ebenso gab er ihm das Versprechen, ihn mit der reichen Erbtochter des letzten Herren von Wallsee zu verheiraten. Im Gegenzug verlangte Maximilian Johanns Unterstützung im Kampf gegen die Schweizer im Schwabenkrieg.
So zog Johann im Jahre 1499 mit Maximilian in die Schweiz. Bei einem Angriff auf die Schweizer Eidgenossen zum Entsatz der belagerten Burg Dorneck, südlich von Basel, fiel Johann II. jedoch.

## Nachkommen
Johann II. verstarb kinderlos.